# Urotropin
Urotropin je heterocyklická organická sloučenina, která může být připravena reakcí formaldehydu s amoniakem. Je to krystalická látka bílé barvy. Velikost částic se pohybuje v rozmezí 80 až 800 mikrometrů. Urotropin je velmi dobře rozpustný ve vodě a dalších polárních rozpouštědlech. Molekula má klecovitou strukturu podobnou adamantanu. Tuto látku objevil ruský chemik Alexandr Michajlovič Butlerov roku 1859.
Má velmi odlišné způsoby použití:
- jako antibiotikum (nejčastěji jako hippurová sůl, methenamin hippurát), používané k léčbě infekcí močových cest[pozn 1]
- jako pevné palivo používané v tabletách na vaření při kempování a trampování, tzv. tuhý (pevný) líh
- jeho nitrolýzou lze připravit trhavinu hexogen (hlavní složka výbušnin C-4) nebo oktogen
- jeho reakcí s peroxidem vodíku v kyselém prostředí lze připravit třaskavinu hexamethylentriperoxodiamin (HMTD)
- při využití v chelatometrii se používá k vázání vodíkových iontů a udržuje tak pH kolem hodnoty 5
- potravinářská přísada (E kód E 239)

## Příprava
Urotropin lze připravit následující reakcí v zásaditém prostředí:
6 CH2O + 4 NH3 → C6H12N4 + 6 H2O
Běžně se tedy připravuje reakcí 37% formaldehydu s 29% hydroxidem amonným (čpavkovou vodou). Hydroxid amonný se přikapává pomalu, přičemž se reakce musí neustále chladit tak, aby nepřesáhla 20 °C. Po vzniku urotropinu se vzniklý produkt zahřívá na 95–100 °C, aby se odpařily všechny ostatní nezreagované reaktanty (formaldehyd, amoniak i voda). Takto se dá získat urotropin ve velmi vysoké čistotě.
6 CH2O + 4 NH4OH → C6H12N4 + 10 H2O

## Výrobci
Počet evropských výrobců se po roce 1990 značně snížil. Francouzský SNPE uzavřel výrobu v roce 1990, v roce 1993 byla zastavena výroba urotropinu ve firmě Leuna v Německu. V roce 1996 zastavil výrobu italský Agrolinz a v roce 2001 britský výrobce Borden. V roce 2005 ukončila výrobu slovenská Chemko. Zbývající výrobci jsou německá Ineos, nizozemská Caldic a italská Hexion.